# Palmarès del Futbol Club Barcelona

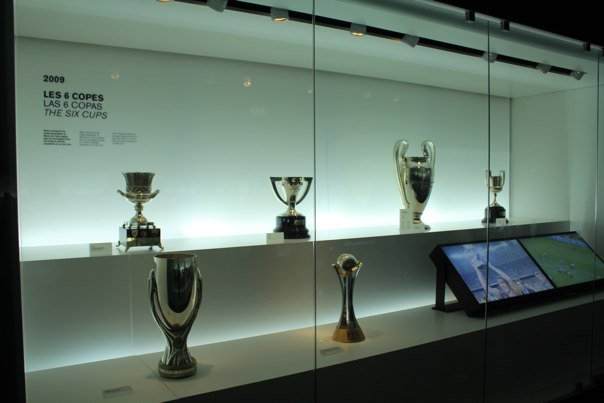
Il sextuple del Barça nell'anno solare 2009

Il palmarès del Futbol Club Barcelona è tra i più ricchi nel panorama calcistico mondiale: con i suoi 22 trofei internazionali, di cui 17 UEFA e FIFA, è il quinto club a livello internazionale per titoli confederali e interconfederali nonché il terzo al mondo per titoli internazionali complessivi (a pari merito con gli argentini del Boca Juniors). È la squadra che ha disputato il maggior numero di edizioni delle competizioni europee, esordendo il 26 giugno 1949 nella semifinale della Coppa Latina contro lo Stade Reims, vinta per 5-0. Inoltre è il club con il maggior numero di vittorie in Coppa delle Coppe (4), in Coppa delle Fiere (3) e in Coppa Latina (2), quest'ultimo record condiviso con il Milan e con i rivali del Real Madrid. I culés sono la seconda squadra per numero di finali giocate in competizioni internazionali (34), dietro al Real Madrid.
Il Barcellona vanta, inoltre, i record di finali di Supercoppa UEFA disputate (9), condiviso con il Real Madrid, e di partite giocate in questa competizione (14), ed è, insieme al Milan e alle spalle del Real Madrid (6), la seconda squadra con il maggior numero di vittorie (5).
Per quanto riguarda le competizioni nazionali, detiene i record di vittorie in Coppa del Re, Supercoppa di Spagna, Coppa della Liga e Coppa Eva Duarte, ed è secondo per numero di campionati vinti dietro al Real Madrid. Con 80 titoli nazionali risulta il club più titolato di Spagna davanti al Real Madrid (secondo a quota 71).
Nel 2009, vincendo tutte le competizioni a cui ha preso parte in quell'anno (Primera División, Coppa del Re, UEFA Champions League, Supercoppa di Spagna, Supercoppa UEFA e Coppa del mondo per club), è diventato il primo club calcistico al mondo a centrare un sextuple.

## Competizioni ufficiali

### Competizioni nazionali

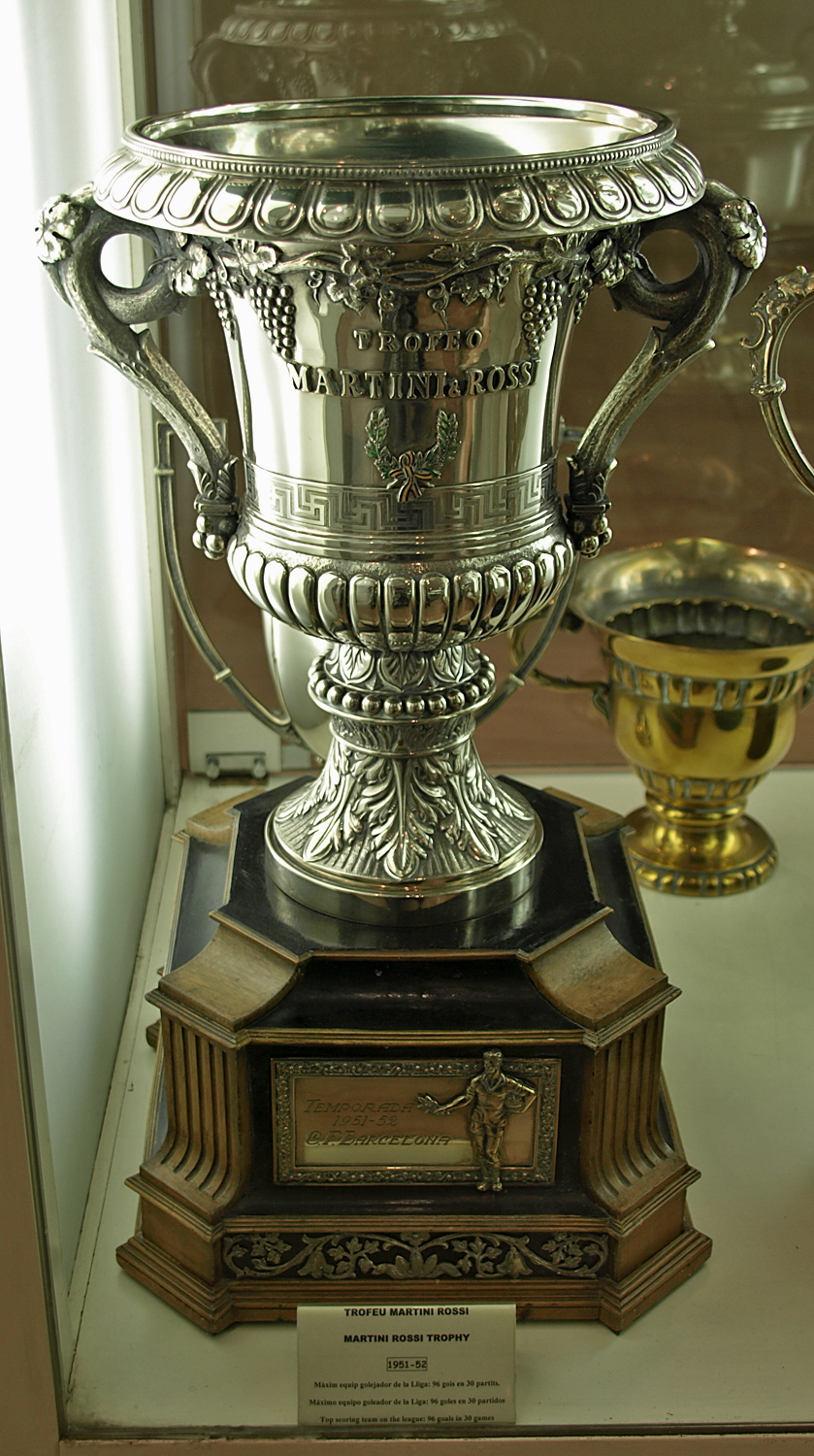
Il Trofeo Martini Rossi del 1952

80 trofei (record spagnolo)
|                  | Titolo/i                          | Anno/i |
| ---------------- | --------------------------------- | --- |
|                  | Campionato spagnolo: 28           | 1928-1929; 1944-1945; 1947-1948; 1948-1949; 1951-1952; 1952-1953; 1958-1959; 1959-1960; 1973-1974; 1984-1985 1990-1991; 1991-1992; 1992-1993; 1993-1994; 1997-1998; 1998-1999; 2004-2005; 2005-2006; 2008-2009; 2009-2010 2010-2011; 2012-2013; 2014-2015; 2015-2016; 2017-2018; 2018-2019; 2022-2023; 2024-2025 |
|                  | Coppa del Re: 32 (record)         | 1910; 1912; 1913; 1920; 1922; 1925; 1926; 1928; 1942; 1951 1952; 1952-1953; 1957; 1958-1959; 1962-1963; 1967-1968; 1970-1971; 1977-1978; 1980-1981; 1982-1983 1987-1988; 1989-1990; 1996-1997; 1997-1998; 2008-2009; 2011-2012; 2014-2015; 2015-2016; 2016-2017; 2017-2018 ; 2020-2021, 2024-2025                |
| Coppa della Liga | Coppa della Liga: 2 (record)      | 1983; 1986 |
|                  | Supercoppa di Spagna: 15 (record) | 1983; 1991; 1992; 1994; 1996; 2005; 2006; 2009; 2010; 2011 2013; 2016; 2018; 2023; 2025 |
|                  | Coppa Eva Duarte: 3 (record)      | 1948; 1952; 1953 |

### Competizioni internazionali
17 trofei
|  | Titolo/i                                    | Anno/i                                                |
|  | ------------------------------------------- | ----------------------------------------------------- |
|  | Coppa dei Campioni/UEFA Champions League: 5 | 1991-1992; 2005-2006; 2008-2009; 2010-2011; 2014-2015 |
|  | Coppa delle Coppe UEFA: 4 (record)          | 1978-1979; 1981-1982; 1988-1989; 1996-1997            |
|  | Supercoppa UEFA: 5                          | 1992; 1997; 2009; 2011; 2015                          |
|  | Coppa del mondo per club FIFA: 3            | 2009; 2011; 2015                                      |

### Competizioni regionali
- Campionato catalano: 21  (record)

1904-1905; 1908-1909; 1909-1910; 1910-1911; 1912-1913; 1915-1916; 1918-1919; 1919-1920; 1920-1921; 1921-1922; 1923-1924; 1924-1925; 1925-1926; 1926-1927;
1927-1928; 1929-1930; 1930-1931; 1931-1932; 1933-1934; 1935-1936; 1937-1938
- Coppa di Catalogna: 8  (record)

1990-1991; 1992-1993; 1999-2000; 2003-2004; 2004-2005; 2006-2007; 2012-2013; 2013-2014
- Copa Macaya: 1

1902
- Copa Barcelona: 1

1903
- Liga Mediterránea de fútbol: 1[6]

1937
- Liga Catalana: 1

1938

## Competizioni non ufficiali

### Competizioni nazionali
- Trofeo Martini Rossi: 5

1952; 1953; 1954; 1959; 1960
- Coppa Duward: 3

1956; 1959; 1960
- Copa Generalitat: 1

1984
- Trofeo Naranja: 1

1987

### Altre competizioni
- Coppa delle Fiere: 3  (record)[1][7]

1955-1958; 1958-1960; 1965-1966
- Coppa Latina: 2 (record condiviso con Real Madrid e Milan)

1949; 1952
- Coppa dei Pirenei: 4

1910; 1911; 1912; 1913
- Trofeo Teresa Herrera: 5

1948; 1951; 1972; 1990; 1993
- Trofeo Ramón de Carranza: 3

1961; 1962; 2005
- Trofeo Gamper: 46

1966; 1967; 1968; 1969; 1971; 1973; 1974; 1975; 1976; 1977; 1979; 1980; 1983; 1984; 1985; 1986; 1988; 1990; 1991; 1992; 1995; 1996; 1997; 1998; 1999; 2000; 2001; 2002; 2003; 2004; 2006; 2007; 2008; 2010; 2011; 2013; 2014; 2015; 2016; 2017; 2018; 2019; 2020; 2021; 2022; 2023
- Trofeo Costa del Sol: 1

1977
- Trofeo Ciudad de Zaragoza "Carlos Lapetra": 1

1985
- Trofeo Ciudad de La Línea: 3

1985; 1991; 1995
- Trofeo Ciutat de Barcelona: 1

1989
- Trofeo Città di Valladolid: 1

1990
- Torneo di Amsterdam: 1

2000
- Champions World Series: 1

2003
- Franz Beckenbauer Cup: 1

2007
- Memorial Artemio Franchi: 1

2008
- Audi Cup: 1

2011
- Qatar Airways Cup: 1

2016
- International Champions Cup: 1

2017

## Altri piazzamenti

### Competizioni nazionali

#### Competizioni ufficiali
- Campionato spagnolo

Secondo posto: 1929-1930; 1945-1946; 1953-1954; 1954-1955; 1955-1956; 1961-1962; 1963-1964; 1966-1967; 1967-1968; 1970-1971; 1972-1973; 1975-1976; 1976-1977; 1977-1978; 1981-1982; 1985-1986; 1986-1987; 1988-1989; 1996-1997; 1999-2000; 2003-2004; 2006-2007; 2011-2012; 2013-2014; 2016-2017; 2019-2020; 2021-2022; 2023-2024
Terzo posto: 1931-1932; 1942-1943; 1956-1957; 1957-1958; 1965-1966; 1968-1969; 1971-1972; 1974-1975; 1983-1984; 1989-1990; 1995-1996; 2007-2008; 2020-2021
- Coppa del Re

Finale: 1919; 1932; 1936; 1954; 1973-1974; 1983-1984; 1985-1986; 1995-1996; 2010-2011; 2013-2014; 2018-2019
Semifinale: 1909; 1916; 1924; 1927; 1930; 1943; 1948-1949; 1955; 1958; 1963-1964; 1965-1966; 1990-1991; 1992-1993; 1999-2000; 2000-2001; 2006-2007; 2007-2008;
2012-2013
- Coppa della Liga

Semifinale: 1984
- Supercoppa di Spagna

Finale: 1985; 1988; 1990; 1993; 1997; 1998; 1999; 2012; 2015; 2017; 2021; 2024
Semifinale: 2020, 2022
- Coppa Eva Duarte

Finale: 1949; 1951

#### Altre competizioni
- Coppa dell'Incoronazione[9]

Finale: 1902

### Competizioni internazionali

#### Competizioni ufficiali
- Coppa dei Campioni/UEFA Champions League

Finale: 1960-1961; 1985-1986; 1993-1994
Semifinale: 1959-1960; 1974-1975; 1999-2000; 2001-2002; 2007-2008; 2009-2010; 2011-2012; 2012-2013; 2018-2019
- Coppa delle Coppe UEFA

Finale: 1968-1969; 1990-1991
- Coppa UEFA

Semifinale: 1975-1976; 1977-1978; 1995-1996; 2000-2001
- Supercoppa UEFA

Finale: 1979; 1982; 1989; 2006
- Coppa Intercontinentale

Finale: 1992
- Coppa del mondo per club FIFA

Finale: 2006

#### Altre competizioni
- Coppa delle Fiere

Finale: 1961-1962

### Competizioni regionali
- Copa Macaya

Secondo posto: 1900-1901
- Campionato catalano

Secondo posto: 1906-1907; 1907-1908; 1911-1912; 1914-1915; 1922-1923; 1932-1933; 1936-1937
Terzo posto: 1905-1906; 1916-1917; 1917-1918; 1928-1929; 1933-1934; 1939-1940
- Coppa di Catalogna

Finale: 1996; 1997; 1998; 2001; 2002; 2006; 2008; 2010; 2011
Semifinale: 1986; 2009